# Gábor Benedek
Gábor Benedek (ur. 23 marca 1927 w Tiszaföldvárze) – węgierski pięcioboista nowoczesny. Dwukrotny medalista olimpijski z Helsinek.
Startował na dwóch igrzyskach, w 1952 oraz 1956. Lepsze wyniki osiągnął w 1952 – był drugi w rywalizacji indywidualnej, a wspólnie z Istvánem Szondy i Aladárem Kovácsim triumfował w drużynie. Był medalistą mistrzostw świata: złoto indywidualnie w 1953, rok później medal z tego samego kruszcu w drużynie.

## Starty olimpijskie (medale)
Helsinki 1952
- drużynowo – złoto
- indywidualnie – srebro